# Julie Piga
Julie Piga (Lione, 12 gennaio 1998) è una calciatrice italiana con cittadinanza francese, difensore del Milan e della nazionale italiana.

## Carriera

### Club
Piga ha iniziato a giocare a calcio all'età di 6 anni nella sua città natale, Feyzin, giocando assieme al fratello maggiore ed ai compagni della scuola elementare. A 12 anni si tessera con il Chaponnay Marennes di Chaponnay, rimanendo nelle sue giovanili miste per altri due anni prima di trasferirsi alla sua prima squadra interamente femminile, l'Olympique Lione. A Lione ha affiancato l'attività scolastica a tutta la trafila delle giovanili dall'under 14 all'under 19, con la quale ha disputato il campionato nazionale.
Nell'estate 2016 ha firmato con l'OL il suo primo contratto da professionista, dopo che aveva già debuttato in prima squadra e in Division 1 Féminine già qualche mese prima, il 21 maggio, giocando la seconda metà del secondo tempo della partita valida per l'ultima giornata di campionato contro il Montpellier. Nella stagione 2016-2017 il tecnico Gérard Prêcheur l'ha impiegata in un paio di occasioni in campionato, venendo poi ceduta in prestito al Grenoble durante la sessione invernale di calciomercato. A Grenoble ha giocato con regolarità nel gruppo B della Division 2. Nell'estate 2017 ha firmato un contratto definitivo col Grenoble Foot 38, rimanendovi a giocare per altre tre stagioni consecutive. Il 25 novembre 2018 Piga ha sofferto un grave infortunio nel corso dell'incontro valido per il primo turno di Coppa di Francia contro l'Yzeure, subendo la rottura del legamento crociato, che l'ha costretta a rimanere ferma per tutto il resto della stagione. Piga è tornata a giocare nella stagione 2019-20, nella quale Nicolas Bach è diventato nuovo allenatore della squadra, venendo impiegata con regolarità dalla 5ª alla 12ª giornata di campionato. Nel gennaio 2020 ha lasciato Grenoble e si è trasferita al Fleury, militante nella Division 1,, senza riuscire a giocare vista anche la sospensione dei campionati a causa della pandemia di COVID-19. Ha giocato da titolare al Fleury per le successive tre stagioni, saltando solo tre partite di campionato in tre anni e contribuendo al raggiungimento di due quarti posti di fila in Division 1 per la squadra rossonera.
Nell'estate 2023 ha lasciato la Francia e si è trasferita al Milan, militante in Serie A, la massima serie del campionato italiano. Ha esordito con la squadra rossonero l'11 ottobre 2023 negli ottavi di finale di Coppa Italia contro il Verona, giocando da titolare in difesa per il resto della stagione. Ha segnato la sua prima rete col Milan il 29 settembre 2024, alla quarta giornata della Serie A 2024-2025, nella vittoria interna contro la Lazio.

### Nazionale

#### Nazionali giovanili francesi
Piga ha giocato nelle selezioni giovanili francesi sin dal 2014, facendo tutta la trafila dalla nazionale under 16 all'under 23. Nel 2015 è stata inserita da Sandrine Soubeyrand nella selezione under 17 che ha preso parte prima alle qualificazioni e poi alla fase finale del campionato europeo 2015. Nominata capitano della squadra, ha giocato tutte le partite della fase finale del torneo, che la Francia ha concluso in semifinale, dopo aver perso ai tiri di rigore contro la Spagna.
Nel biennio 2016-17 ha giocato nella nazionale under 19, venendo convocata dall'allenatore Gilles Eyquem per il trofeo di La Manga e per le successive fasi di qualificazione al campionato europeo 2017. Anche in quest'occasione ha preso parte alla fase finale dell'europeo under 19 vestendo la fascia di capitano, e giocando le partite che hanno portato la Francia nella finale del torneo, poi persa per 2-1 contro la Spagna. Grazie, comunque, a questo secondo posto la Francia ha conquistato un posto al campionato mondiale under 20 2018. Piga è stata poi inserita da Gilles Eyquem nella rosa delle giocatrici convocate per il torneo. Il campionato, disputato in terra francese, ha visto le bleuettes raggiungere le semifinali, dove sono state nuovamente eliminate dalla Spagna, per poi concludere al quarto posto dopo aver perso la finalina ai tiri di rigore contro l'Inghilterra. Nel biennio 2021-22 ha anche giocato due partite amichevoli con la selezione francese under 23, convocata dal responsabile tecnico Grégoire Sorin.

#### Nazionale maggiore italiana
Nata in Francia da padre italiano (originario di Roccasecca, in Provincia di Frosinone) ha optato per essere convocata nella nazionale italiana maggiore, anziché in quella francese. Il 6 giugno 2023 è stata, infatti, convocata da Milena Bertolini, selezionatrice della nazionale italiana per un raduno in preparazione al campionato mondiale 2023. Non è poi stata inserita nella squadra che ha preso parte al mondiale.
Il 25 ottobre 2024 Piga ha debuttato in maglia azzurra, disputando da titolare l'amichevole contro Malta, vinta per 5-0. È stata poi convocata nei mesi successivi dal selezionatore Andrea Soncin, giocando anche alcune partite dell'UEFA Women's Nations League 2025.

## Statistiche

### Presenze e reti nei club
Statistiche aggiornate al 9 maggio 2025.
| Stagione               | Squadra                | Campionato             | Campionato | Campionato | Coppe nazionali | Coppe nazionali | Coppe nazionali | Coppe continentali | Coppe continentali | Coppe continentali | Altre coppe | Altre coppe | Altre coppe | Totale | Totale |
| Stagione               | Squadra                | Comp                   | Pres       | Reti       | Comp            | Pres            | Reti            | Comp               | Pres               | Reti               | Comp        | Pres        | Reti        | Pres   | Reti   |
| ---------------------- | ---------------------- | ---------------------- | ---------- | ---------- | --------------- | --------------- | --------------- | ------------------ | ------------------ | ------------------ | ----------- | ----------- | ----------- | ------ | ------ |
| 2015-2016              | Olympique Lione        | D1                     | 1          | 0          | CF              | -               | -               | UWCL               | -                  | -                  | -           | -           | -           | 1      | 0      |
| 2016-2017              | Olympique Lione        | D1                     | 1          | 0          | CF              | 2               | 0               | UWCL               | 0                  | 0                  | -           | -           | -           | 3      | 0      |
| Totale Olympique Lione | Totale Olympique Lione | Totale Olympique Lione | 2          | 0          |                 | 2               | 0               |                    | -                  | -                  |             | -           | -           | 4      | 0      |
| gen-giu 2017           | Grenoble               | D2                     | 10         | 2          | CF              | -               | -               | -                  | -                  | -                  | -           | -           | -           | 10     | 2      |
| 2017-2018              | Grenoble               | D2                     | 22         | 3          | CF              | 2               | 0               | -                  | -                  | -                  | -           | -           | -           | 24     | 3      |
| 2018-2019              | Grenoble               | D2                     | 7          | 0          | CF              | -               | -               | -                  | -                  | -                  | -           | -           | -           | 7      | 0      |
| lug-dic 2019           | Grenoble               | D2                     | 8          | 0          | CF              | 2               | 0               | -                  | -                  | -                  | -           | -           | -           | 10     | 0      |
| Totale Grenoble        | Totale Grenoble        | Totale Grenoble        | 47         | 5          |                 | 4               | 0               |                    | -                  | -                  |             | -           | -           | 51     | 5      |
| gen-giu 2020           | Fleury                 | D1                     | 0          | 0          | CF              | -               | -               |                    | -                  | -                  | -           | -           | -           | 0      | 0      |
| 2020-2021              | Fleury                 | D1                     | 20         | 1          | CF              | 1               | 0               | -                  | -                  | -                  | -           | -           | -           | 21     | 1      |
| 2021-2022              | Fleury                 | D1                     | 21         | 2          | CF              | 3               | 0               | -                  | -                  | -                  | -           | -           | -           | 24     | 2      |
| 2022-2023              | Fleury                 | D1                     | 22         | 4          | CF              | 4               | 0               | -                  | -                  | -                  | -           | -           | -           | 26     | 4      |
| Totale Fleury          | Totale Fleury          | Totale Fleury          | 63         | 7          |                 | 8               | 0               |                    | -                  | -                  |             | -           | -           | 71     | 7      |
| 2023-2024              | Milan                  | A                      | 22         | 0          | CI              | 4               | 0               | -                  | -                  | -                  | -           | -           | -           | 26     | 0      |
| 2024-2025              | Milan                  | A                      | 26         | 2          | CI              | 3               | 0               | -                  | -                  | -                  | -           | -           | -           | 29     | 2      |
| Totale Milan           | Totale Milan           | Totale Milan           | 48         | 2          |                 | 7               | 0               |                    | -                  | -                  |             | -           | -           | 55     | 2      |
| Totale carriera        | Totale carriera        | Totale carriera        | 160        | 14         |                 | 21              | 0               |                    | -                  | -                  |             | -           | -           | 181    | 14     |

### Cronologia presenze e reti in nazionale
| Cronologia completa delle presenze e delle reti in nazionale ― Italia | Cronologia completa delle presenze e delle reti in nazionale ― Italia | Cronologia completa delle presenze e delle reti in nazionale ― Italia | Cronologia completa delle presenze e delle reti in nazionale ― Italia | Cronologia completa delle presenze e delle reti in nazionale ― Italia | Cronologia completa delle presenze e delle reti in nazionale ― Italia | Cronologia completa delle presenze e delle reti in nazionale ― Italia | Cronologia completa delle presenze e delle reti in nazionale ― Italia |
| Data                                                                  | Città                                                                 | In casa                                                               | Risultato                                                             | Ospiti                                                                | Competizione                                                          | Reti                                                                  | Note                                                                  |
| --------------------------------------------------------------------- | --------------------------------------------------------------------- | --------------------------------------------------------------------- | --------------------------------------------------------------------- | --------------------------------------------------------------------- | --------------------------------------------------------------------- | --------------------------------------------------------------------- | --------------------------------------------------------------------- |
| 25-10-2024                                                            | Roma                                                                  | Italia                                                                | 5 – 0                                                                 | Malta                                                                 | Amichevole                                                            | -                                                                     |                                                                       |
| 29-10-2024                                                            | Vicenza                                                               | Italia                                                                | 1 – 1                                                                 | Spagna                                                                | Amichevole                                                            | -                                                                     | 66’                                                                   |
| 4-4-2025                                                              | Solna                                                                 | Svezia                                                                | 3 – 2                                                                 | Italia                                                                | UEFA Women's Nations League 2025 - Fase a gironi                      | -                                                                     | 70’                                                                   |
| 8-4-2025                                                              | Herning                                                               | Danimarca                                                             | 0 – 3                                                                 | Italia                                                                | UEFA Women's Nations League 2025 - Fase a gironi                      | -                                                                     |                                                                       |
| 3-6-2025                                                              | Swansea                                                               | Galles                                                                | 1 – 4                                                                 | Italia                                                                | UEFA Women's Nations League 2025 - Fase a gironi                      | -                                                                     | 57’                                                                   |
| 3-7-2025                                                              | Sion                                                                  | Belgio                                                                | 0 – 1                                                                 | Italia                                                                | Euro 2025 - Fase a gironi                                             | -                                                                     | 72’                                                                   |
| 11-7-2025                                                             | Berna                                                                 | Italia                                                                | 1 – 3                                                                 | Spagna                                                                | Euro 2025 - Fase a gironi                                             | -                                                                     | 77’                                                                   |
| 22-7-2025                                                             | Ginevra                                                               | Inghilterra                                                           | 2 – 1 dts                                                             | Italia                                                                | Euro 2025 - Semifinali                                                | -                                                                     | 89’                                                                   |
| Totale                                                                |                                                                       | Presenze                                                              | 8                                                                     |                                                                       | Reti                                                                  | 0                                                                     |                                                                       |